# رجا بابو
رجا بابو (بالتيلوغوية: రాజబాబు)‏ هو ممثل هندي (وحمل سابقاً جنسية الراج البريطاني)، ولد في 15 أغسطس 1937 في الهند، وتوفي بنفس المكان في 7 فبراير 1983. من الجوائز التي نالها جائزة فيلم فير جنوب وجوائز ناندي ‏.

## جوائز
- جائزة فيلم فير جنوب
- جوائز ناندي [الإنجليزية]‏

## وصلات خارجية
- رجا بابو على موقع IMDb (الإنجليزية)
- رجا بابو على موقع قاعدة بيانات الفيلم (الإنجليزية)
- رجا بابو على موقع كينوبويسك (الروسية)